# 악의 문제
종교 철학과 신학에서 악의 문제(Problem of evil)는 전적으로 선하며, 전능하고, 전지한 신이 존재한다면 악을 어떻게 설명할 수 있는가 하는 물음이다 (참고: 유신론). 어떤 철학자들은 이러한 신과 악은 논리적으로 양립할 수 없다고 주장하였다. 이러한 문맥 하에 "악의 문제"라는 물음에 대한 답변을 제시하려는 시도들이 과거로부터 있었으며 이 시도들은 변신론(Theodicy, 辯神論) 또는 신정론(神正論)의 주요 관심사였다.
악의 문제에 대해 지금까지 신학적으로 제시된 견해로는 다음과 같은 예가 있다.
- 참된 자유 의지는 악이 가능하지 않다면 존재할 수 없다.
- 인간은 신을 이해할 수 없다.
- 고통은 영적 성장을 위해 필수불가결하다.
- 악은 세계의 실락에 따른 부산물 또는 결과물이다.

세속윤리학(Secular ethics)와 같은 여러 철학 분야와 진화윤리학(Evolutionary ethics)와 같은 자연과학 분야에도 "악"과 "문제"에 대한 많은 논의가 있다. 그러나, 일반적으로 이해되는 바와 같이, "악의 문제"란 개념은 대부분 신학적 맥락에서 논의된다.

## 같이 보기
- 무신론
- 아우구스티누스 신정론
- 공정한 세상 가설
- 트릴레마